# Clara Adriana van der Werff
Clara Adriana van der Werff (1895-1962) foi uma artista holandesa.

## Biografia
Van der Werff nasceu no dia 12 de agosto de 1895, em Almelo. Frequentou a Rijksakademie van beeldende kunsten (Academia Estadual de Belas Artes). Os seus professores incluíram Johannes Hendricus Jurres e Nicolaas van der Waay. Em 1923 ela casou-se com o escultor holandês Nicolaas van der Kreek (1896-1967).⁣ O seu trabalho foi incluído na exposição e venda de 1939 Onze Kunst van Heden (A Nossa Arte de Hoje) no Rijksmuseum em Amsterdão. Foi também membro da Vereniging van Beeldende Kunstenaars (Associação de Artistas Visuais) na área de Naarden-Bussum.
Van der Werff faleceu no dia 13 de setembro de 1962, em Bussum.